# 月球潜水员
月球潜水员（Moon Diver）是美国宇航局喷气推进实验室提出的一项探月任务概念，它将使用一架机器人着陆器和一辆名为阿克塞尔号的两轮探测器来勘测月球深坑坑壁上暴露的地质层。
该任务于2019年年中提交美国宇航局发现计划，以争取项目资金和进一步的开发，但在2020年2月公布的入围提案中，“月球潜水员”任务没能入选。

## 概述
月球潜水员的首席研究员是美国宇航局喷气推进实验室的劳拉·科伯(Laura Kerber)，任务设想旨在通过探索静海中一座深坑的垂直坑壁来了解月球浅层熔岩地壳的形成和演化，建议的静海目标坑洞口直径为100 米(330英尺)，深约100 米(330英尺)。
收集有关这些完整基岩层的化学、矿物和形态信息将能揭示岩壳来自何处、它们的层次结构以及转化为风化层的过程。通过研究月球熔岩，行星科学家们可以弄清楚，在遥远的过去，月球上的火山活动是否剧烈到足以形成类似火星的大气层。这些空洞暴露出的新岩石切口是行星地质学家最感兴趣的，另一方面，坑穴也可能是月球熔岩管的塌陷部分。
“阿克塞尔号”月球车设计概念起始于1999年，由喷气推进实验室的伊萨·内斯纳斯(Issa Nesnas)领导的团队与普渡大学的雷蒙德·西普拉(Raymond Cipra)、阿肯色理工大学的默里·克拉克(Murray Clark)合作开发，后来加州理工学院的乔尔·伯迪克(Joel Burdick)也加入其中。

### 操作

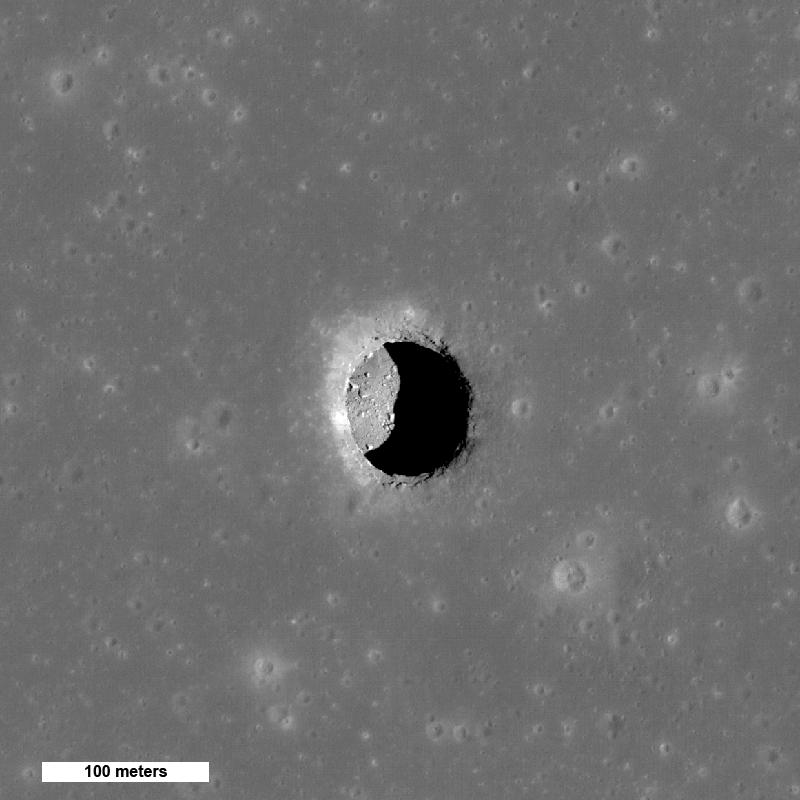
该任务目标是一座直径100 米(330英尺)、深约100米的“静海深坑”，它可能连接着一条熔岩管。

任务着陆器将配备一套高精度着陆系统 ，可让探测器降落在离坑几百英尺的地方。 
月球车上安装有一架绞盘，当它在地面滚动并冲入坑中时，绞盘将放出缆绳。月球车将携带300米(980英尺)长的系绳，大约是它所需的六倍，因此无论洞底有多深，“阿克塞尔号”应该能够降落到足够深的地方。着陆器通过系绳提供机械、动力及与月球车通信的支持。
月球车上的仪器将被安装在“阿克塞尔号”的轮轴内，以免受到环境的影响。车上的拖曳连杆有几种用途：提供了一条反作用杠杆臂来对抗车轮的推力；为指向立体相机调节月球车俯仰角度；如果其中一只车轮制动器发生故障，它还可提供冗余支持。

## 目标
月球提供了一种特别有用的浅地壳层实例，因为它们是少数原始地壳被后续事件完全重塑前表面变动活动就已停止的地方之一。月球相对简单的地质结构意味着这些过程的证据可以保存数十亿年。
科学探测的目标是：
- 测定风化层代表底部基岩的程度；
- 测定风化层到基岩的过渡性质；
- 测定月海玄武岩是否形成于大规模漫溢的熔岩洪流，抑或渐进式地形成于众多小型复合或膨胀出的熔岩流；
- 测定裸露玄武岩的岩浆成分，并揭示它们在月球内的岩浆源区。

科学家们也对月球熔岩管和洞穴感兴趣，因为它们可为未来的设备甚至人员提供庇护。一座深坑或洞穴可提供躲避辐射、微流星体、有害尘埃以及月球昼夜间剧烈温差波动的场所，预计静海深坑洞穴内的恒定温度约为摄氏-13°(华氏9°)

## 仪器
月球车车轮内空间可容纳多台探测设备，里面至少安装有三种仪器。这些仪器能够独立于运转的车轮而旋转到位: 
- 增强型工程相机(EECAM)为三台高分辨率相机套件，能拍摄2000万像素的彩色立体图像，用于抓拍宏观和微观尺度的风化层及近、远坑壁形态。
- 一台α粒子X射线光谱仪(APXS，参照火星科学实验室任务)来测量月壤和熔岩的元素成分。
- 多光谱显微成像仪(MMI)用于描述颗粒、囊泡和晶体尺寸，并捕获矿物的空间分辨率光谱[2][12][13]。

月球车还携带了一台月表处理工具，以便仪器探测需要时，可开铲出一块新的平坦表面。

## 另请参阅
- 月球探测任务列表
- 月球资源
- 月球熔岩管